# Гражданская война в Древнем Риме (49—45 до н. э.)
Гражда́нская война́ в Дре́внем Ри́ме продолжалась с 49 по 45 гг. до н. э. и была одним из последних крупных внутренних конфликтов в Римской республике перед установлением империи. Она началась со столкновений Гая Юлия Цезаря (102–44 гг. до н. э.), его политических сторонников (популяров) и верных ему легионов против оптиматов, которых возглавлял Гней Помпей Великий.
Боевые действия длились четыре года на территории многих римских провинций: Италии, Африки, Иллирии, Египта, Испании, Ахеи. Победу одержал Цезарь, что позволило получить ему статус пожизненного диктатора. Несмотря на то, что через год он был убит, эти события впоследствии привели к падению республиканского строя и установлению монархической власти Октавиана Августа, приёмного сына Цезаря.

## Предыстория войны
Блестящие результаты первых экспедиций колоссально подняли престиж Гая Юлия Цезаря в Риме; галльские деньги поддерживали этот престиж не менее успешно. Сенатская оппозиция против триумвирата, однако, не дремала, и Помпей пережил в Риме ряд неприятных моментов. В столице ни он, ни Марк Лициний Красс не чувствовали себя на месте: обоим хотелось военной власти. Юлию Цезарю для достижения намеченных целей необходимо было продление полномочий (prorogatio). На почве этих желаний зимой 56/55 года до н. э. состоялось новое соглашение триумвиров, по которому Цезарь ещё на 5 лет получал Галлию, Помпей и Красс — совместное консульство на 55-й год, а затем проконсульства: Помпей — в Испании, Красс — в Сирии. Сирийское проконсульство Красса окончилось его гибелью. Помпей остался в Риме, где после его консульства началась полная анархия (быть может, не без стараний Юлия Цезаря). Анархия достигла таких размеров, что Помпея избрали на 52 г. до н. э. консулом без коллеги (sine collega). Новое возвышение Помпея, смерть жены Помпея, дочери Цезаря (54 г. до н. э.), ряд его интриг против возрастающего престижа Цезаря неминуемо вели к разрыву между союзниками. Однако восстание Верцингеторикса на время спасло положение.
Серьёзные столкновения начались только в 51 г. до н. э. Помпей фигурировал при этом в роли, которой давно уже добивался: в роли главы римского государства, признанного сенатом и народом, соединявшего военную власть с гражданской, сидевшего у ворот Рима, обладавшего проконсульской властью и распоряжавшегося сильным 7-легионным войском в Испании. Если раньше Цезарь был необходим Помпею, то теперь он мог быть для Помпея только помехой, которую нужно было устранить как можно скорее, ввиду того что политические стремления Цезаря были несовместимы с положением Помпея. Конфликт, лично назревший уже в 56 г. до н. э., теперь созрел и политически; инициатива его должна была исходить не от Юлия Цезаря, положение которого было несравненно хуже и по отношению к законности, а от Помпея, у которого были в руках все козыри, кроме военных, да и последних было мало только в первые моменты. Помпей поставил дело так, что конфликт между ним и Цезарем оказался не личным их столкновением, а столкновением между революционным проконсулом и сенатом, то есть законным правительством.
- Гай Юлий Цезарь
- Римская республика к 44 году до н. э.
- Гней Помпей Великий

По соглашению Цезаря и Помпея в Лукке 56 г. до н. э. и последовавшему за ним закону Помпея и Красса 55 года до н. э., полномочия Цезаря в Галлии и Иллирике должны были прекратиться в последний день февраля 49 года до н. э.; при этом определённо указано было, что до 1 марта 50 г. до н. э. речи в сенате о преемнике Цезаря не будет. В 52 г. до н. э. только галльские смуты не дали состояться разрыву между Цезарем и Помпеем, вызванному передачей всей власти в руки Помпея, как единого консула и в то же время проконсула, чем нарушалось равновесие дуумвирата. Как компенсации, Цезарь требовал для себя возможности такого же положения в будущем, то есть соединения консулата и проконсулата или, вернее, немедленной замены проконсулата консулатом. Для этого необходимо было добиться разрешения быть выбранным консулом на 48 г. до н. э., не вступая в течение 49 г. до н. э. в город, что было бы равносильно отказу от военной власти. Плебисцит 52 г. до н. э., проведённый в марте всей трибунской коллегией, дал Цезарю просимую привилегию, чему Помпей не противоречил. В этой привилегии содержалось, согласно обычаям, и молчаливое продление проконсульства до 1 января 48 года до н. э. Удача Юлия Цезаря в борьбе с Верцингеториксом заставила правительство пожалеть о сделанной уступке — и в том же году был проведён ряд боевых законов, направленных против Цезаря. Помпею была пролонгирована власть в Испании до 45 г.; для устранения возможности Цезарю после консулата возобновить немедленно проконсулат, был проведён закон, запрещавший отправление в провинцию ранее чем через 5 лет после сложения магистратуры; наконец, прямо в отмену только что данной привилегии подтверждено было постановление, запрещавшее добиваться магистратур, не находясь в Риме. К проведённому уже закону, вопреки всякой законности, Помпей присоединил, однако, клаузулу, подтверждавшую привилегию Цезаря.
В 51 г. до н. э. счастливое окончание галльских войн дало Цезарю возможность вновь деятельно выступить в Риме. Он просил у сената, добиваясь от него формального признания привилегии, продолжения проконсулата хотя бы в части провинции до 1 января 48 г. до н. э. Сенат отказал, и этим поставлен был на очередь вопрос о назначении преемника Юлию Цезарю. Законным, однако, было разбирательство этого дела только после 1 марта 50 г. до н. э.; до этого времени всякая интерцессия дружественных Цезарю трибунов и формально была совершенно основательной. Цезарь добивался лично уладить свои отношения с Помпеем; крайние в сенате не желали этого допустить; умеренные искали выхода, находя его в том, чтобы Помпей встал во главе войска, назначенного для Парфянской войны, настоятельно необходимой ввиду поражения и смерти Красса. Сам Помпей тяжело болел и большую часть времени проводил вдали от Рима. В 50 г. до н. э. дело должно было принять более острый оборот, тем более что Цезарь нашёл себе гениального в политической интриге агента — Куриона, избранного на этот год трибуном. Из консулов один, Эмилий Павел, был на стороне Цезаря, другой — Гай Марцелл — всецело против него как руководитель сенатских ультраконсерваторов. Целью Куриона было поссорить сенат и Помпея и заставить последнего вновь войти в сношение с Цезарем. Для этого он противился всякому постановлению сената о провинциях и требовал, чтобы законность была восстановлена вполне, то есть чтобы и Помпей, и Цезарь отказались от полномочий. Весной Помпей сильно заболел; во время выздоровления он письменно согласился на условия Куриона и, окончательно оправившись, двинулся к Риму.
Его сопровождал сплошной триумф; встречи, молебствия и т. д. давали ему уверенность в том, что вся Италия за него. Несмотря на это, и под Римом он не взял назад данного им согласия. Весьма возможно, что в конце 50 г. до н. э. происходила новая дипломатическая кампания Цезаря, вызывавшая Помпея на соглашение; на Парфию, вероятно, указывалось как на средство примирения. Помпей мог быть там в своей сфере и обновить свои восточные лавры. Показателем мирного настроения Цезаря и возможности соглашения служит то, что Цезарь отдал, по требованию сената, два своих легиона (один — ссуженный ему Помпеем) и отправил их в Италию по направлению к Брундизию. Осенью 50 г. до н. э. Цезарь появился, наконец, в Северной Италии, где его встретила копия торжеств, оказанных Помпею. В ноябре он был вновь в Галлии, где за политической демонстрацией, только что состоявшейся в Италии, последовала военная, в виде смотра легионам. Год близился к концу, а положение все было крайне неопределённым. Примирение между Цезарем и Помпеем окончательно не удалось; симптомом этого является то, что цезаревы легионы, отправленные было в ноябре в Брундизий, были задержаны в Капуе и затем ждали событий в Луцерии. В сенате Г. Марцелл энергично добивался того, чтобы Юлия Цезаря объявили незаконно обладающим властью и врагом отечества, на что не было законных оснований. Большинство сената, однако, настроено было мирно; сенат больше всего желал, чтобы Цезарь и Помпей оба сложили свои полномочия. Главным противником Марцелла был Курион. 10 декабря он уже не мог функционировать как трибун: в этот день вступали новые трибуны. Но и теперь Марцеллу не удалось увлечь за собою сенат; тогда он, не желая передать дело в руки новых консулов, в сопровождении нескольких сенаторов, без всяких полномочий, 13 декабря появился в куманской вилле Помпея и передал ему меч для защиты свободного строя.

## Поиск поводов для войны
Помпей, решившийся на войну, пользуется случаем и отправляется к легионам в Луцерию. Акт 13 декабря Цезарь счёл началом смуты (initium tumultus) со стороны Помпея. Действия Помпея были незаконны и были немедленно (21 декабря) провозглашены таковыми в речи Антония, одного из легатов Юлия Цезаря и трибунов этого года. Курион лично известил о случившемся Цезаря, находившегося в то время в Равенне. Положение оставалось неопределённым, но в руках Помпея было два превосходных легиона, он заручился поддержкой одного из самых близких Цезарю людей — Т. Лабиена; Цезарь же имел в Италии только один легион ветеранов и должен был, в случае наступления, действовать во враждебно ему настроенной — так, по крайней мере, казалось Помпею — стране. Впрочем, уже теперь вероятно Помпей имел в виду окончательные счёты свести не в Италии, а в провинциях. Для Цезаря важнее всего было выиграть время; предлог для начала военных действий был уже в его руках, но сил для войны было мало. Во всяком случае, ему было выгодно, чтобы начало действий было для его врагов неожиданностью. Курион предъявил 1 января в сенате ультиматум Цезаря. Цезарь объявлял о своей готовности сложить власть, но вместе с Помпеем, и грозил иначе войной.
Угрозы вызвали открытое противодействие сената: Помпей не должен слагать власти, Цезарь должен сложить её до июля 49 г. до н. э.; и то, и другое было, впрочем, вполне законно. Против сенатусконсульта протестовали трибуны Марк Антоний и Квинт Кассий Лонгин. После этого, однако, продолжались рассуждения о том, как бы найти модус вивенди без войны. Того же желал и Цезарь. До 7 января в Риме были получены его новые, более мягкие условия. Помпей должен был отправиться в Испанию; для себя Цезарь просил продолжения власти до 1 января 48 г. до н. э., хотя бы только в Италии, с войском всего в 2 легиона. Цицерон, появившийся 5 января под стенами Рима после возвращения из своего киликийского проконсульства, добился дальнейшей уступки: только Иллирию и 1 легион требовал Цезарь. Помпей, однако, и на эти условия не пошёл. 7 января собрался сенат и употребил все старания, чтобы трибуны взяли назад интерцессию 1 января. Антоний и Кассий были непоколебимы. Консул потребовал тогда их удаления из сената. После горячего протеста Антония Кассий, Целий Руф и Курион покинули сенат и в одежде рабов, тайком, в наёмной телеге, бежали к Цезарю. После удаления трибунов консулам даны были сенаторами экстраординарные полномочия, с целью предотвратить смуту. В дальнейшем собрании вне стен города, в присутствии Помпея и Цицерона, вотирован был decretum tumultus, то есть Италия объявлена на военном положении; распределены были провинции, ассигнованы деньги. Главнокомандующим фактически был Помпей, по имени — четыре проконсула. Все дело было теперь в том, как отнесётся к этому Цезарь, запугают ли его грандиозные приготовления к войне с ним.

## Наступление Цезаря
Известие о действиях сената Цезарь получил от беглецов-трибунов 10 января. В его распоряжении было около 5 тыс. человек легионных солдат. Половина этих сил стояла на южной границе провинции, у реки Рубикон. Действовать надо было как можно скорее, чтобы захватить сенат врасплох, пока ещё не пришло официальное известие о проведённых, наконец, законным образом требованиях сената от 1 января. День 10-го Цезарь тайно от всех посвящает нужным распоряжениям, ночью — опять-таки тайно — с несколькими близкими бросается к войску, переходит границу своей провинции — Рубикон — и захватывает Аримин, ключ к Италии. В то же время Антоний с другой частью войска идёт на Арреций, который так же захватывает неожиданным натиском. В Аримине послы сената застают Цезаря за набором новых войск. Цезарь отвечает им, что хочет мира, и обещает очистить провинцию к 1 июля, лишь бы за ним осталась Иллирия, а Помпей удалился бы в Испанию.
Вместе с тем Цезарь настойчиво требует свидания с Помпеем. Между тем в Риме распространяются ужасные слухи. Сенат, по возвращении послов, вынудив у Помпея согласие, отправляет их вновь к Цезарю. Свидания с Помпеем не должно быть (соглашения между ними сенат допустить не мог); Цезарю обещаны триумф и консульство, но прежде всего он должен очистить занятые города, уйти в свою провинцию и распустить войско. Между тем, Цезарем 14 и 15 января были заняты Анкона и Пизавр. Надежды сената и Помпея на то, что Цезарь даст им время подготовиться, рухнули. Помпею, с его новобранцами и двумя цезаревыми легионами, трудно было перейти в наступление, трудно было и поставить всё на карту, защищая Рим. Ввиду этого, не дожидаясь возвращения посольства, Помпей покидает Рим 17 января со всем почти сенатом, запечатав казну, в страшной спешке. Главной квартирой Помпея становится отныне Капуя. Отсюда он думал, взяв легионы в Луцерии, захватить Пицен и организовать там защиту. Но уже 27–28 января Пицен с его главным пунктом Авксимом оказался в руках Цезаря. Гарнизоны занятых городов переходили к Цезарю; его войско росло, боевой дух воинов поднимался.
Помпей со своими отрядами находился на значительном удалении от Корфиния (вероятно, он был в Луцерии между Корфинием и Брундизием или где-то неподалёку). Он предложил Агенобарбу идти с собранными отрядами в Луцерию, чтобы объединить войска. Поскольку Домиций ранее был назначен наместником, Гней не имел полномочий приказывать ему. Помпей уже получил согласие от Агенобарба, но приблизительно 12 февраля узнал, что он передумал и остался защищать Корфиний. Причины смены Агенобарбом стратегии неясны: либо Цезарь чрезвычайно быстро подошёл к Корфинию, либо командующий поддался уговорам крупных землевладельцев в окрестностях Корфиния, просивших защитить их владения от Цезаря. Большая часть войск Агенобарба была сосредоточена в Корфинии, но несколько когорт расположились в окрестных городах. Осада Корфиния, начатая Цезарем, нередко признаётся ключевой операцией кампании в Италии. Для того, чтобы мотивировать своих солдат Агенобарб пообещал наделить их землёй. Так он надеялся продержаться до прибытия Помпея с подкреплениями. Однако Гней, располагавший всего двумя легионами опытных войск, не решился прийти на помощь к Агенобарбу. Вероятно, на это решение оказала влияние ненадёжность легионеров, поскольку ранее они служили под началом Цезаря. Вместо этого Помпей призвал Агенобарба прорываться через строй осаждавших и вместе с войсками идти в Брундизий. К Цезарю вскоре подошли новые подкрепления (закалённый в боях VIII легион и 22 когорты новобранцев), и численность его войск достигла 40 тысяч солдат, хотя примерно половина из них не имела боевого опыта. После усиления Цезаря и невозможности снятия осады Агенобарб задумал бежать из города с одними лишь друзьями. О планах полководца стало известно его солдатам, после чего недовольные войска открыли ворота города Цезарю и выдали ему всех своих командиров, включая Агенобарба. Многочисленные войска, стоявшие в Корфинии и окрестностях, Цезарь присоединил к своей армии, а Агенобарба и его соратников отпустил.

## Помпей покидает Италию
Узнав о сдаче Корфиния, Помпей начал подготовку к эвакуации своих сторонников в Грецию. Помпей рассчитывал на поддержку восточных провинций, где его влияние было велико со времён Третьей Митридатовой войны. Поскольку кораблей оказалось недостаточно для немедленной эвакуации, 4 марта Помпей посадил гражданских и около половины войск на корабли и переправил их в Диррахий (или Эпидамн; современный Дуррес). После удачной переправы корабли вернулись в Брундизий, чтобы эвакуировать Помпея и оставшихся в Италии солдат. Однако 9 марта к Брундизию прибыл Цезарь. Поскольку к этому времени оба консула покинули Италию, Помпей отказался от новых переговоров без их участия. Гай начал осаду города и попытался заблокировать узкий выход из гавани Брундизия, но 17 марта Помпею удалось выйти из гавани и покинуть Италию с оставшимися войсками.
Стремительное развитие событий на первом этапе войны застало население Рима и Италии врасплох. Многие жители Италии поддержали Цезаря, поскольку они видели в нём продолжателя дела Гая Мария и надеялись на его покровительство. Поддержка италиками Цезаря во многом способствовала успеху Цезаря на первом этапе гражданской войны. Отношение нобилитета к Юлию было смешанным. Мягкое обращение с командирами и солдатами в Корфинии было направлено на убеждение не выступать против Цезаря как противников, так и колеблющихся представителей нобилитета. Сторонники Цезаря Оппий и Бальб приложили все усилия к тому, чтобы представить всей республике действия Цезаря как акт выдающегося милосердия (лат. clementia). Содействовал умиротворению Италии и принцип поощрения нейтралитета всех колеблющихся:
Между тем, как Помпей объявил своими врагами всех, кто не встанет на защиту республики, Цезарь провозгласил, что тех, кто воздержится и ни к кому не примкнёт, он будет считать друзьями.
Тем не менее, многие боялись повторения сценария с проскрипциями Суллы даже после освобождения Агенобарба.
Распространённое мнение о том, будто основная часть сенаторов бежала из Италии вместе с Помпеем, не совсем верно. Оно получило известность благодаря Цицерону, который впоследствии обосновывал легитимность «сената в изгнании» наличием в его составе десяти консуляров (бывших консулов), однако замалчивал тот факт, что в Италии консуляров осталось по крайней мере четырнадцать. Сам Цицерон, чья позиция хорошо прослеживается по переписке, оценивал действия Цезаря отрицательно, но при этом сомневался и в правильности действий сената, не желавшего идти на компромисс ради мира. После эвакуации Помпея Цицерон до мая оставался в занятой Цезарем Италии, пытаясь сохранить нейтралитет. Впрочем, затем он присоединился к Помпею. Другие предпочитали держаться той стороны, на чьей стороне они видели больше шансов на победу. В частности, Целий Руф в письме к Цицерону писал, что свой выбор в гражданской войне он сделал исключительно потому, что Цезарь наверняка победит, поскольку имеет опытную армию. Подобные рассуждения были достаточно распространены, однако многие ставили не на Цезаря, а на более опытного и влиятельного Помпея. Более половины сенаторов, впрочем, предпочитали сохранять нейтралитет и скрывались в своих поместьях в Италии. Цезаря поддерживало немало молодых представителей знатных, но бедных аристократических родов, много представителей сословия всадников, а также различные маргиналы и авантюристы. 1 апреля в Риме или за его пределами состоялось заседание сената, в котором приняли участие далеко не все сенаторы, оставшиеся в Италии. Было решено направить посольство к Помпею для переговоров, однако никто из сенаторов не захотел отправляться в Грецию.
Цезарь не имел возможности преследовать Помпея, поскольку Гней реквизировал все доступные военные и торговые корабли, и потому он решил обезопасить свой тыл, направившись в Испанию через верную ему Галлию. В Испании с 54 г. до н. э. находились легаты Помпея и было собрано 7 легионов его войск. Крупные войска ставили под угрозу контроль Цезаря над Галлией, а также безопасность Италии, если бы Гай в ближайшее время решился вторгнуться в Грецию. Приняв решение уже весной 49 г. до н. э. направиться в Испанию, Гай поручил руководство Италией Марку Антонию, получившему полномочия пропретора, а столицу оставил на попечение претору Марку Эмилию Лепиду и сенату. По-видимому, Цезарь надеялся привлечь колеблющихся сенаторов к сотрудничеству, показывая полное отсутствие враждебных намерений и доверяя им управление Римом. Установление устойчивого контроля над столицей значительно повышало авторитет Цезаря и создавало видимость легитимности его власти. Остро нуждаясь в деньгах, Гай завладел остатками казны. Трибун Луций Цецилий Метелл пытался помешать ему, но Цезарь, по преданию, пригрозил убить его, добавив, что ему труднее это сказать, чем сделать. По-видимому, ради заполучения казны Цезарю пришлось войти в Рим. Поскольку Цезарь не имел права законодательной инициативы, принятие законов в первое время инициировали его сторонники из числа магистратов. В частности, по инициативе трибуна Марка Антония были полностью восстановлены в правах дети римлян, проскрибированных при Сулле. По-видимому, это решение было проведено в качестве подтверждения заверений Цезаря о недопустимости новых проскрипций.
Перед отбытием Гай поручил Куриону с четырьмя легионами занять Сицилию, а затем — провинцию Африка. Обе эти провинции были важными поставщиками зерна в Рим, и их потеря могла вызвать массовое недовольство в столице. Гая Антония он направил для управления Иллириком, через который был возможен сухопутный переход в Грецию, Квинта Валерия Орку — для управления Сардинией, Марка Лициния Красса Младшего — для контроля над Цизальпийской Галлией. Публию Корнелию Долабелле Цезарь поручил собрать флот и вытеснить помпеянцев из Адриатического моря. Кроме того, Гай приказал властям городов Италии и всем владельцам кораблей, которые остались на его стороне, собирать флот в Брундизии, надеясь после завершения кампании в Испании высадиться в Греции.
В Нарбонской Галлии, куда собрались все галльские войска Цезаря, он столкнулся с неожиданным сопротивлением богатейшего города Массилия (современный Марсель). Его жителей убедил перейти на сторону Помпея Агенобарб, которого Гай помиловал под Корфинием. Не желая задерживаться на половине пути, Цезарь оставил для осады города три легиона и поручил создать специальные корабли для окружения города с моря. Руководство осадой он поручил Гаю Требонию и Дециму Юнию Бруту Альбину.
По данным «Записок о Гражданской войне», к началу кампании в Испании помпеянцы Луций Афраний и Марк Петрей располагали примерно 40 тыс. солдат и 5 тыс. кавалеристов против примерно 30 тыс. солдат и 6 тыс. всадников у Цезаря. Войска Цезаря умелыми манёврами вытеснили противника из Илерды (современная Льейда/Лерида) на холмы, где невозможно было найти ни продовольствие, ни воду. 27 августа вся армия помпеянцев сдалась Цезарю. Всех воинов армии противника Цезарь отпустил по домам, а желающим позволил присоединиться к своему войску. После известий о капитуляции помпеянцев большая часть общин Ближней Испании перешла на сторону Цезаря.
Объехав крупнейшие города Ближней и Дальней Испании — Кордубу (современная Кордова), Гадес и Тарракон (Таррагону), — Цезарь направился к Массилии. Осада города велась успешно, и массилийцы в конце концов капитулировали, хотя организатору сопротивления Агенобарбу удалось сбежать. Условия сдачи города оказались чрезвычайно мягкими, что Цезарь объяснил своим почтением к славному прошлому города.
На возвратном пути Цезарь застал Массилию совершенно истощённой и принял её капитуляцию.
После возвращения в Италию, взбунтовались солдаты Цезаря в Плаценции (современная Пьяченца). Солдаты были недовольны как затянувшейся службой (например, IX легион прошёл с Цезарем всю Галльскую войну), так и строгим запретом на грабёж вкупе с задержкой выплаты жалованья и перебоями в снабжении. Выступив перед солдатской сходкой, Гай предотвратил разрастание мятежа угрозой всеобщей децимации, заменённой на казнь зачинщиков, и обещанием щедрого вознаграждения. Из 120 зачинщиков бунта было выбрано 12 солдат по жребию (по другой версии, это были тщательно отобранные главные инициаторы мятежа), и их казнили.
За время его отсутствия Курион вытеснил из Сицилии Катона и успел переправиться в Африку, но здесь, после эфемерных успехов, не выдержал натиска помпеянских войск и нумидийского царя Юбы I и погиб с почти всем своим войском. Цезарю предстояла теперь трудная задача. Силы Помпея были, правда, слабее, но зато он всецело владел морем и успел основательно организовать интендантскую часть. Большое преимущество давала ему также его сильная конница, союзные контингенты македонян, фракийцев, фессалийцев и др. Путь сушей в Грецию, где утвердился Помпей, был закрыт; занимавший Иллирию Г. Антоний принуждён был сдаться со своими 15 когортами. Оставалось и здесь надеяться на быстроту и неожиданность действий. Главная квартира Помпея, главные его запасы были в Диррахии; сам он стоял в Фессалонике, его войско — в Перэе.

## Война в Греции
Совершенно неожиданно, 6 ноября 49 г. до н. э., Цезарь отплыл с 6 легионами из Брундизия, захватил Аполлонию и Орик и двинулся к Диррахию. Помпею удалось опередить его, и оба войска стали друг против друга у Диррахия. Положение Цезаря было незавидно; малочисленность войска и недостаток провианта давали себя чувствовать. Помпей, однако, со своим не очень надёжным войском на битву не решался. Около весны удалось М. Антонию доставить остальные три легиона, но и это не изменило положения. Боясь прибытия Помпеева резерва из Фессалии, Цезарь послал против него часть своего войска, а с остальными попытался блокировать Помпея. Помпей блокаду прорвал, причём нанёс сильное поражение Цезарю. После этого Цезарю оставалось только снять блокаду и уйти на соединение со своей фессалийской армией. Здесь Помпей нагнал его у Фарсала. Сенатская партия в его лагере настояла на том, чтобы дана была решительная битва. Превосходство сил было на стороне Помпея, но выучка и дух всецело на стороне 30-тысячной армии Юлия Цезаря. Битва при Фарсале (9 августа 48 г. до н. э.) кончилась полным поражением Помпея; войско почти целиком сдалось, Помпей бежал в ближайшую гавань, оттуда на Самос и, наконец, в Египет, где был убит, по приказанию царя. Цезарь преследовал его и появился вслед за его смертью в Египте.

## Борьба Цезаря с последними помпеянцами
Цезарь прибыл в Египет через несколько дней после убийства Помпея всего с 4 тыс. солдат. Его пребывание в Египте затянулось из-за неблагоприятного ветра, и диктатор попытался воспользоваться возможностью, чтобы решить свою острую потребность в деньгах. Гай надеялся взыскать с царя Птолемея 10 миллионов денариев старых долгов его отца, обещанных в 59 г. до н. э. за признание Римской республикой его власти. Для этого он вмешался в борьбу сторонников Птолемея и Клеопатры. Первоначально Цезарь, вероятно, надеялся выступить посредником в споре между братом и сестрой с целью извлечения наибольшей выгоды для себя и для Римского государства, но затем открыто перешёл на сторону Клеопатры. После перехода Цезаря на сторону царицы в окружении Птолемея решили воспользоваться малочисленностью войска Гая, чтобы изгнать его из страны и свергнуть Клеопатру. Большинство жителей Александрии поддержало царя, после чего всеобщее выступление против римлян вынудило Цезаря запереться в царском квартале.
Цезарь был заперт во дворце. Попытка путём захвата маяка найти выход в море не удалась, задобрить восставших отсылкой Птолемея — тоже. Выручило Цезаря прибытие подкреплений из Азии. В сражении близ Нила войско Египта было разбито, и Цезарь стал хозяином страны (27 марта 47 г.).
Пока Цезарь находился в Египте, в провинции Африка собирались сторонники поверженного Помпея. Поддержку им оказывал нумидийский царь Юба, которого Гай однажды публично унизил, потянув его за бороду во время суда. Противники диктатора предлагали принять командование Катону, но он отказался, ссылаясь на отсутствие опыта консульства. Возглавил войска защитников республики Метелл Сципион, консул 52 г. до н. э., который, однако, не отличался военными дарованиями. Античные историки сохранили версию, будто важным фактором, повлиявшим на выбор в пользу Сципиона, стало старое предание, согласно которому в Африке было предопределено побеждать представителям этого рода. Цезарь же разыскал некоего малоизвестного Сципиона и демонстративно включил его в состав своего штаба.
После нескольких месяцев пребывания в Египте Цезарь в июне 47 г. до н. э. покинул Александрию, но направился не на запад, где сконцентрировали свои силы его противники, а на северо-восток. Дело в том, что после гибели Помпея население восточных провинций и правители соседних царств попытались воспользоваться ситуацией в своих интересах. В частности, сложной была ситуация в Сирии. Однако наибольшую опасность для римского господства на востоке представлял Фарнак II, сын Митридата VI. Опираясь на остатки Понтийского царства, которые Помпей закрепил за ним, он попытался восстановить империю своего отца. Фарнак вторгся в римские владения и разбил отряд Гнея Домиция Кальвина, который Цезарь оставил для защиты Азии.
Поэтому, несмотря на важные дела в Малой Азии и на Западе, Цезарь из Египта отправляется в Сирию. Там он, как преемник Селевкидов, восстанавливает их дворец в Дафне. Уладив неотложные дела в Сирии, Цезарь с небольшими силами прибыл в Киликию. Там он объединился с остатками войск Домиция Кальвина и небольшими подкреплениями. Вскоре к Цезарю присоединились войска правителя Галатии Дейотара, который надеялся получить прощение за поддержку Помпея с помощью передачи своей армии диктатору. Гай встретился с Фарнаком у Зелы и на третий день разгромил его. Сам Цезарь описал эту победу в трёх крылатых словах: veni, vidi, vici (пришёл, увидел, победил). После победы над Фарнаком Гай переправился в Грецию, а оттуда — в Италию и прибыл в Рим, где его присутствие уже давно требовалось. Вскоре в нескольких легионах в Италии начались волнения: солдаты, среди которых было много ветеранов Галльской войны, требовали немедленной демобилизации и выплаты жалованья. Цезарю удалось восстановить расположение солдат, выступив перед ними с щедрыми обещаниями.
Приведя легионеров к порядку, Цезарь начал поход против помпеянцев в Африке. Диктатор переправил свои войска из Лилибея в Африку в декабре, вновь пренебрегая неблагоприятными условиями для судоходства. Кроме того, он не стал дожидаться прихода четырёх опытных легионов и отплыл лишь с одним легионом ветеранов. Вследствие плохой погоды несколько кораблей, включая судно Гая, пристали к берегу не в заранее назначенном месте, а возле Гадрумета (в настоящее время на его месте располагается город Сус). Легионеры под командованием диктатора объединились с основной частью десанта возле города Лептис-Минор, и через несколько дней они подверглись нападению со стороны армии Метелла Сципиона. Кроме того, появились известия о подходе крупных сил царя Юбы. Впрочем, вскоре на Нумидию напал царь Мавретании Бокх, и Юба увёл войска на защиту своей страны.
Пока стороны избегали крупных столкновений, Цезарь испытывал нехватку опытных солдат и продовольствия. В середине января 46 г. до н. э. из Сицилии переправились XIII и XIV легионы, а Гай Саллюстий Крисп организовал снабжение армии Цезаря через остров Керкенна. Возле Руспины произошла серия столкновений, которые завершились с переменным успехом. За это время царь Юба отразил нападение мавретанцев и отправил для борьбы с Цезарем крупные силы пехоты, кавалерии и слонов, к Цезарю же присоединились IX и X легионы.
Из-под Руспины Цезарь, собравший достаточно войск для решающего сражения, направился к Тапсу, который уже был блокирован с моря. Начав осаду города, он сумел выманить противников на сражение. 6 апреля 46 г. до н. э. при Тапсе произошла решающая битва Цезаря против Сципиона и подоспевшего Юбы. Хотя в «Записках об Африканской войне» развитие битвы характеризуется как стремительное, а характер победы — как безоговорочный, Аппиан описывает сражение как крайне тяжёлое. Кроме того, Плутарх приводит версию, будто Цезарь не участвовал в битве из-за приступа эпилепсии. Многие командиры армии Сципиона бежали с поля боя. Сам Метелл Сципион попытался спастись в Испанию, но его корабль был перехвачен, и полководец покончил с собой. Луция Афрания и Фауста Суллу казнили. Петрей и Юба покончили жизнь самоубийством, Тит Лабиен, Гней и Секст Помпей бежали в Испанию, где организовали сопротивление Цезарю. После победы при Тапсе Цезарь двинулся на север, в хорошо укреплённую Утику. Комендант города Катон был полон решимости удерживать город, однако жители Утики склонялись к сдаче Цезарю, и Катон распустил войска и помогал всем желающим покинуть город. Когда Гай подошёл к стенам Утики, Марк покончил с собой. В середине 46 г. до н. э. Цезарь направился на Сардинию, а оттуда прибыл в Рим. В столице он провёл четыре триумфальных шествия подряд — за победы над галлами, египтянами, Фарнаком и Юбой. Впрочем, римляне понимали, что отчасти Цезарь празднует победы над своими соотечественниками. Во время африканского триумфа, однако, в торжественной процессии несли статуи и изображения известных римлян, сражавшихся против Цезаря.
Четыре триумфа Цезаря не окончили гражданскую войну, поскольку напряжённой оставалась ситуация в Испании. Назначенный Цезарем наместник Дальней Испании Квинт Кассий Лонгин своими злоупотреблениями настроил население этой провинции против Цезаря. В 47 г. до н. э. отряды под командованием наместника подняли мятеж. Цезарю с трудом удалось восстановить порядок в Испании с помощью отправки туда своих легатов. Лонгин покинул Испанию и погиб на пути в Рим в результате кораблекрушения, однако поддержка Цезаря на Пиренейском полуострове не восстановилась. В 46 г. до н. э. из Африки прибыли разбитые помпеянцы, в том числе братья Гней и Секст Помпеи, а также Тит Лабиен. Из-за ухудшения ситуации диктатор в ноябре принял решение отправиться в Испанию лично, чтобы подавить последний очаг открытого сопротивления. К этому времени, впрочем, большая часть его войск уже была распущена. В строю оставались лишь два легиона опытных солдат (V и X легионы), все остальные доступные войска состояли из новичков. 17 марта 45 г. до н. э., вскоре после прибытия в Испанию, противники столкнулись в битве при Мунде. В начале сражения помпеянцы серьёзно потеснили войска диктатора, но тактическая ошибка Лабиена, снявшего часть войск с фланга для преследования мавретанской кавалерии, переломила ход сражения в пользу Цезаря. По преданию, после битвы Цезарь заявил, что он «часто сражался за победу, теперь же впервые сражался за жизнь». Погибло по меньшей мере 30 тыс. солдат помпеянцев, среди убитых на поля боя оказался и Лабиен; потери Цезаря были значительно меньшими. Диктатор отступил от своей традиционной практики милосердия (clementia): бежавший с поля боя Гней Помпей Младший был настигнут и убит, а его голову доставили Цезарю. Секст Помпей с трудом сумел спастись и даже сумел пережить диктатора. После победы при Мунде Цезарь отпраздновал свой пятый триумф, причём он был первым в римской истории триумфом в честь победы римлян над римлянами.